# Pünderich
Pünderich település Németországban, Rajna-vidék-Pfalz tartományban. Lakosainak száma 869 fő (2023. december 31.).

## Fekvése
Enkirchtől északra fekvő település.

## Története
Pünderich nevét először II. Honorius pápa 1128-as évekből származó oklevele említette, melyet a Springiersbach apátság pásztorának "Pundricho" -nak adott.
1794-től Pünderich francia terület volt. 1815-ben a bécsi kongresszus után került Poroszországhoz. 1946-tól az akkor újonnan alakult ország Rajna-vidék-Pfalz tagja lett.
1984-ben a hely "Koblenz kerület legszebb faluja" címet kapta.
A Mosel egyik kanyarulatában fekvő vincellérfaluból a folyó meredek túlsó oldala komppal közelíthető meg, ahonnan meredek hegyi úton Marienburg is elérhető.
A kompállomás épületének favázas házát szép faragások díszítik. A községben néhány szép ház és pince is látható.
A régi Városháza (Rathaus) zömök, kerek tornyával igazi remekmű. Az út szőlők között, völgyben vezet tovább. Egy közúti hídon kitérhetünk a túlparti Reilbe is.

## Galéria

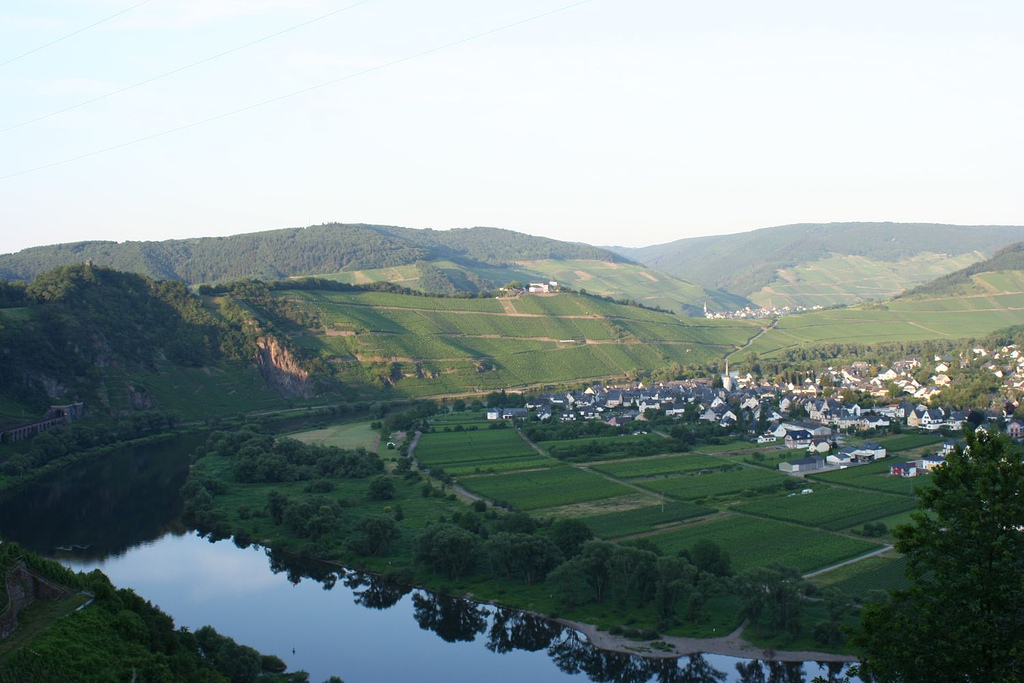
Pünderich a Mosel folyóval
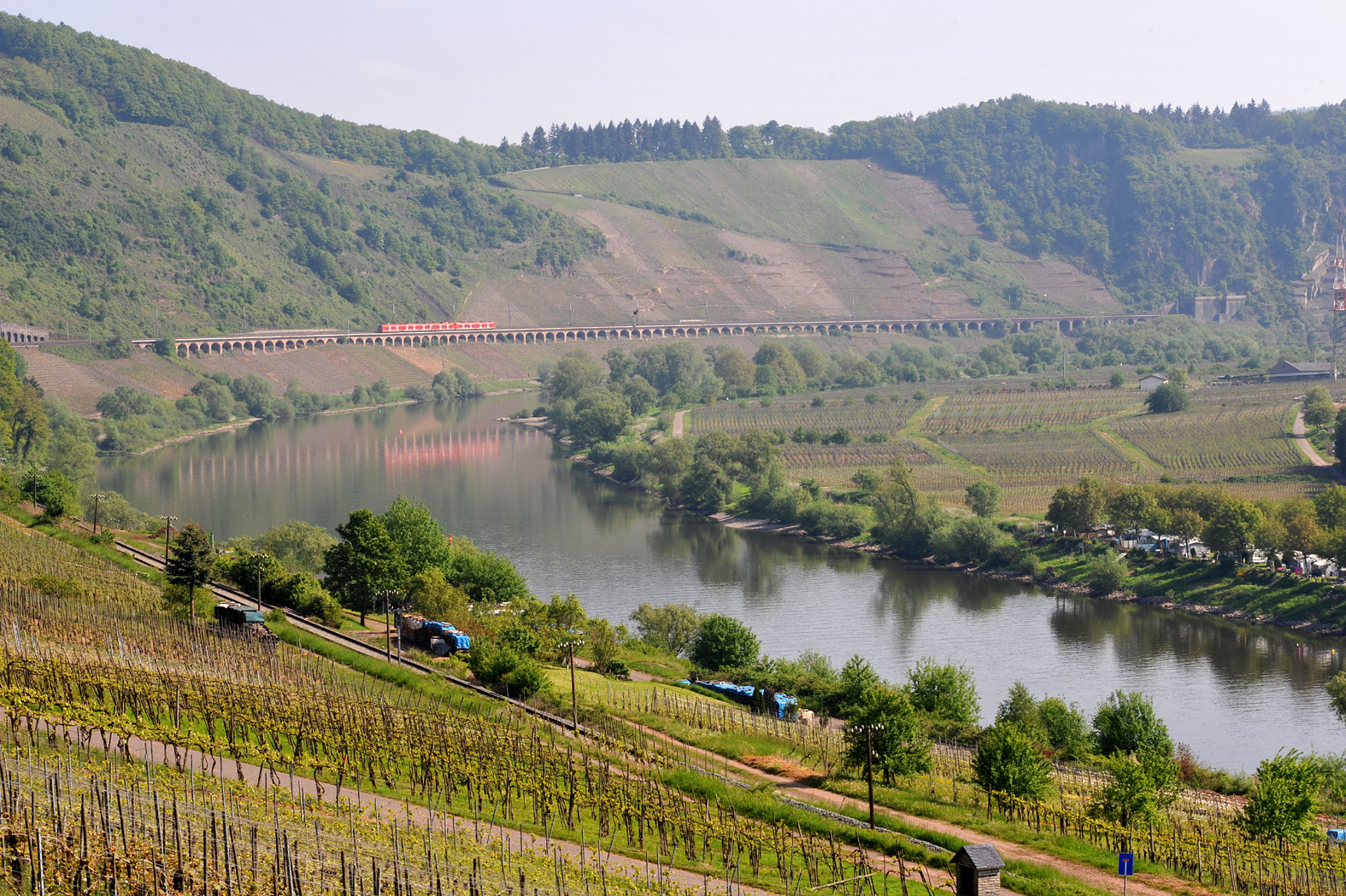
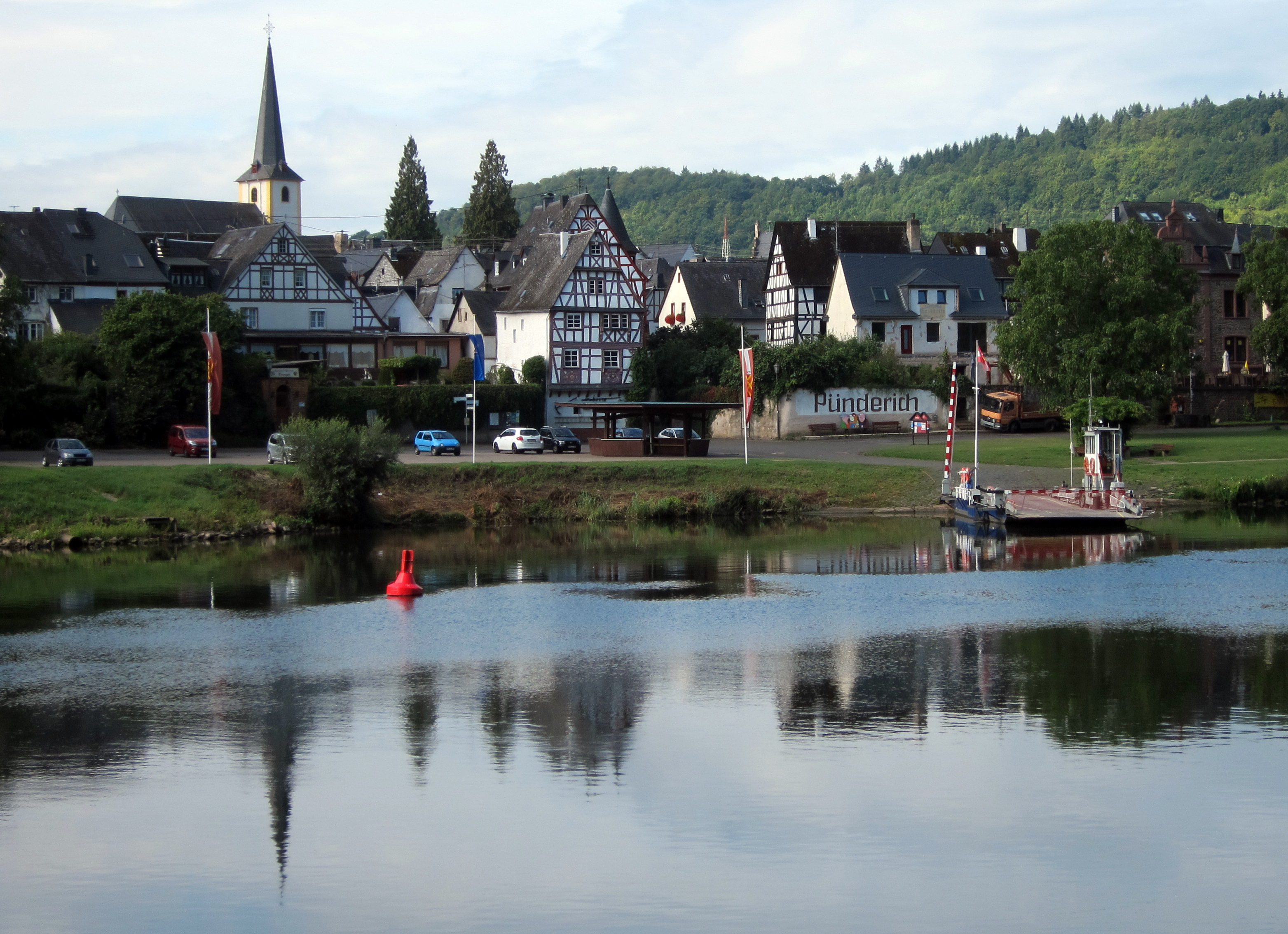
Pünderich látképe
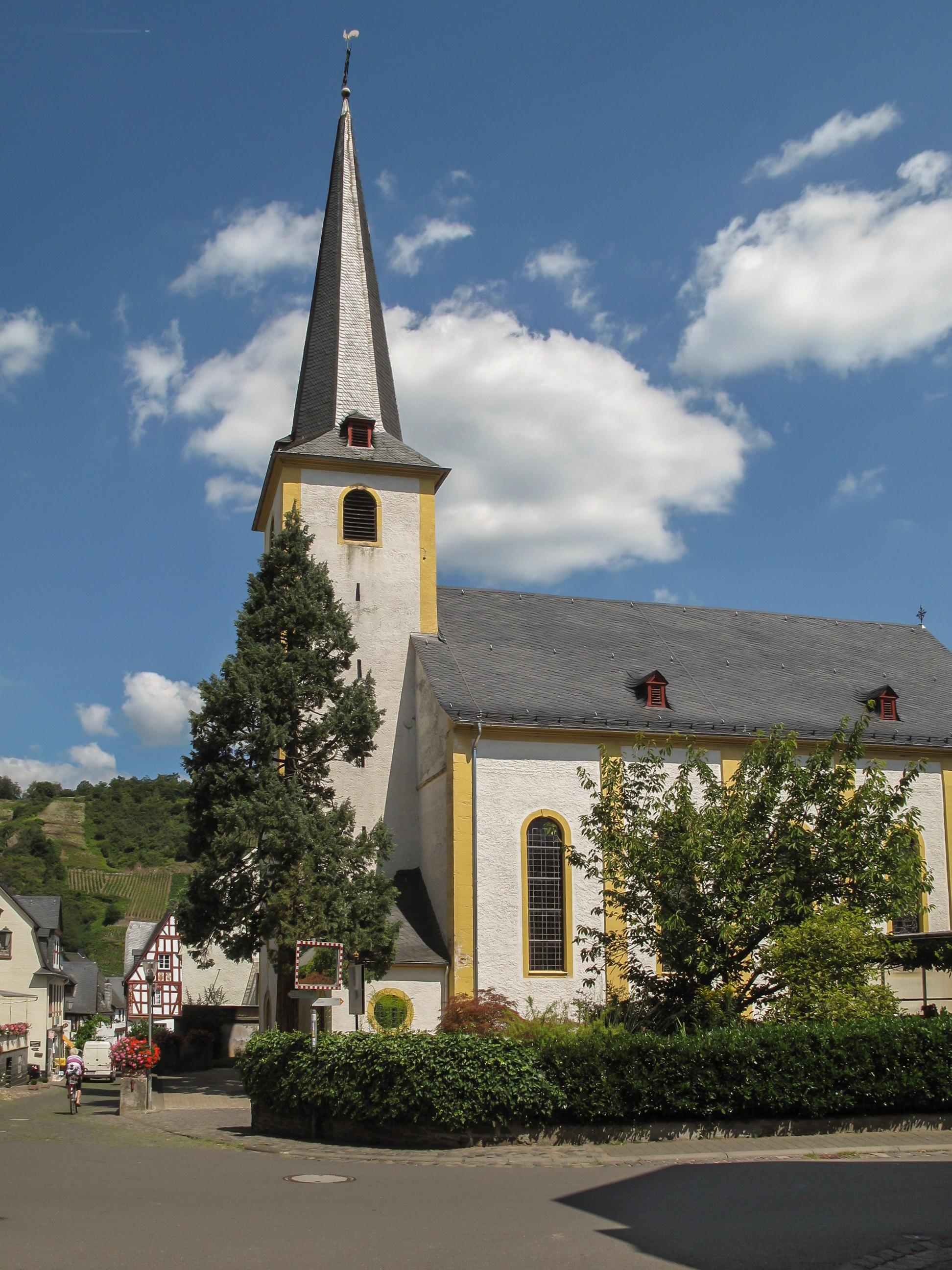
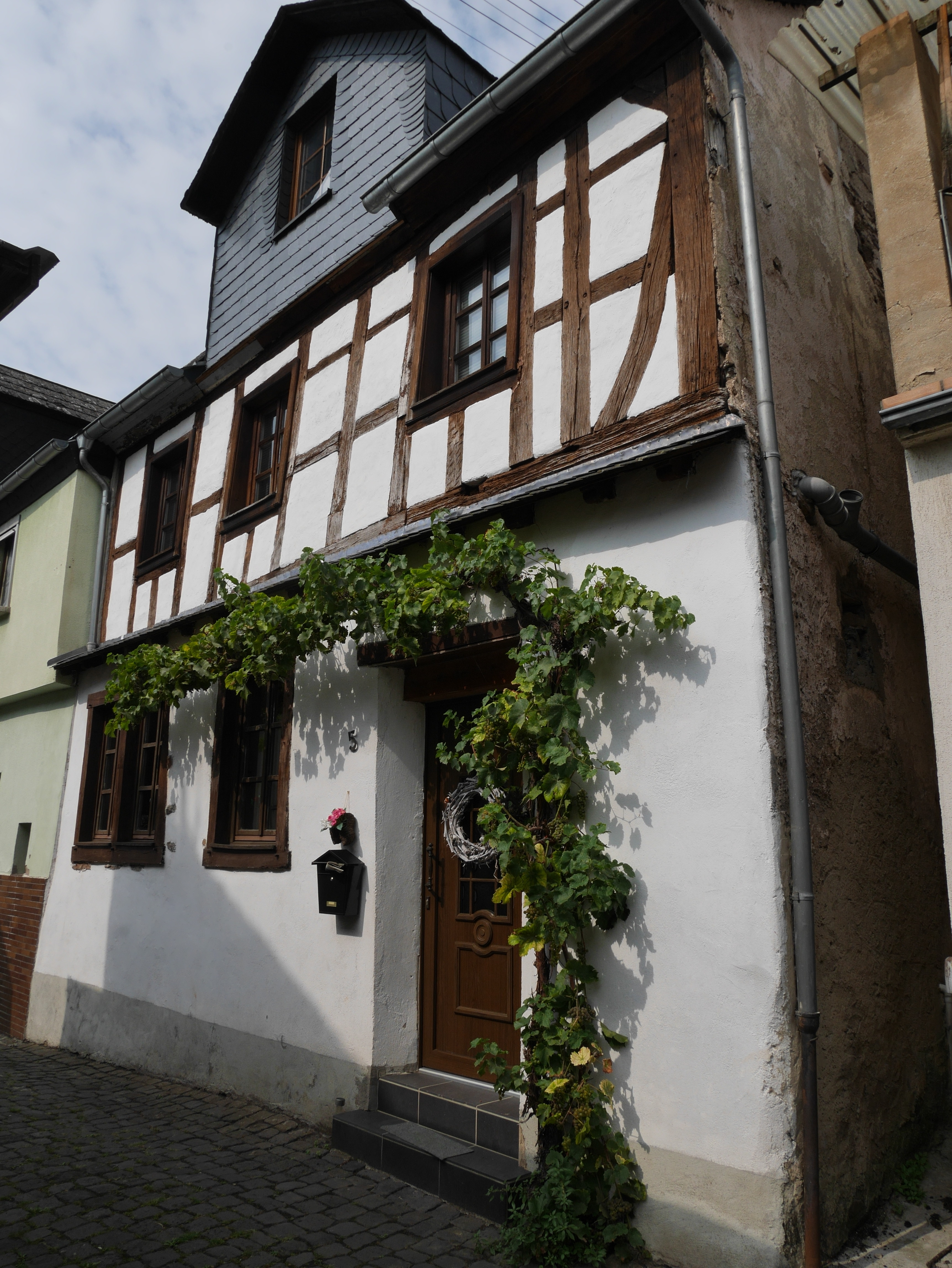
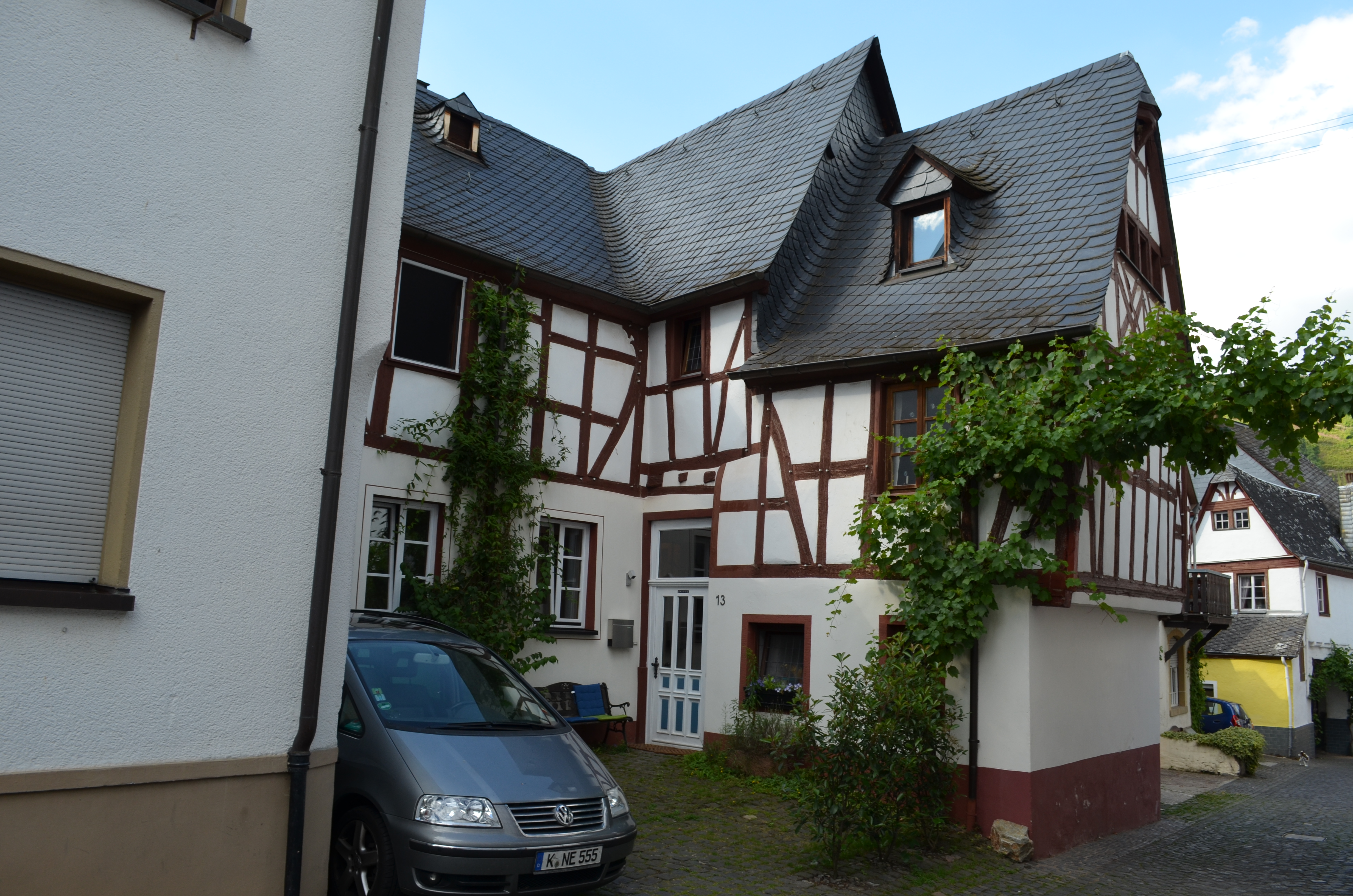
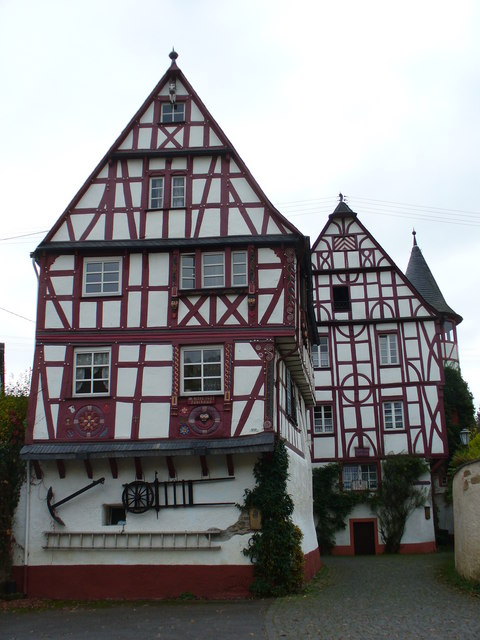
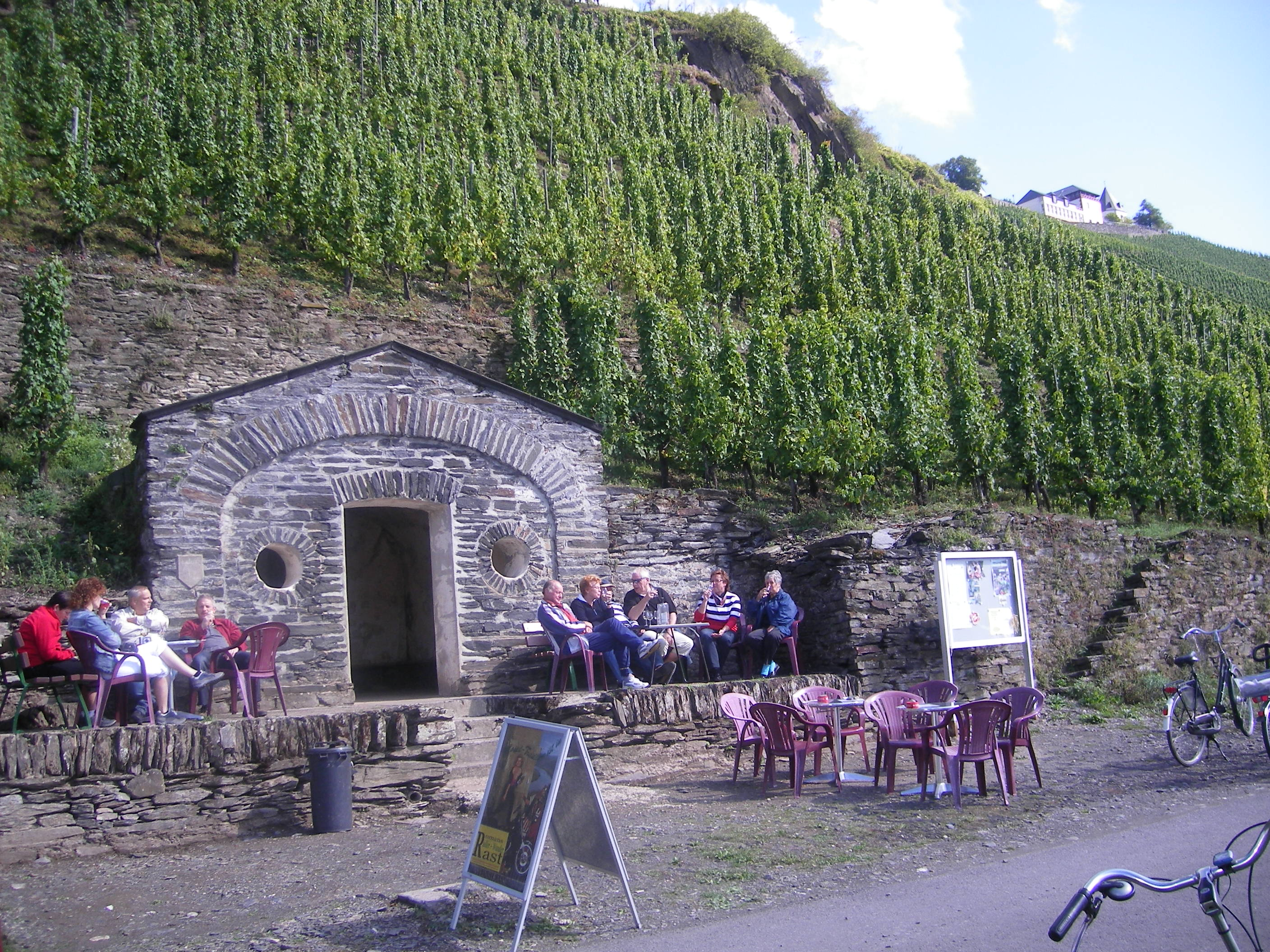

## Népesség
A település népességének változása:
| Lakosok száma | 988  | 834  | 831  | 810  | 856  | 869  |
|               | 1975 | 2017 | 2019 | 2021 | 2022 | 2023 |